# Зангиев, Бабу Касаевич
Бабу Касаевич Зангиев (осет. Зӕнджиаты Бӕбу, 15 января 1869 года, аул Верхний Мизур — 1937 год) — осетинский общественный деятель, педагог и переводчик.

## Биография
Родился в 1869 году в крестьянской семье в селе Верхний Мизур. Окончил Кутаисское педагогическое училище, после чего отправился в Беслан, где открыл первую светскую школу. Познакомившись с поэтом Коста Хетагуровым, стал заниматься литературным творчеством. Вместе со своими друзьями Цоцко Амбаловым и Миха Басиевым сопровождал тело усопшего Коста Хетагурова из селения Лаба во Владикавказ.
Решив построить санаторий для лёгочных больных в окрестностях Цейских родников, уехал на заработки на строительство Забайкальской железной дороги. В 1906 году возвратился на родину и построил на реке Цее первый дом, который вскоре стал первой официальной здравницей в Осетии.
Занимался переводами на осетинский язык. Перевёл «Путешествия Гулливера» Джонатана Свифта, повести Льва Толстого «Хаджи-Мурат» и «Казаки», роман Неверова «Ташкент — город хлебный».
Расстрелян в 1937 году.

## Память
- Спас от разрушения Свято-Вознесенский собор в Алагире. На стене этого храма в 2011 году была установлена мемориальная табличка авторства М. Дзбоева, посвящённая Бабу Зангиеву. На этой табличке сообщается, что благодаря деятельности Бабу Зангиева Свято-Вознесеновский собор избежал разрушения[1][2].
- Его именем назван краеведческий музей в Алагире.